# 张彦 (1918年)
张彦（1918年—1970年），原名世桢，男，江苏镇江人，中华人民共和国政治人物，曾任国务院外事办公室副主任，中共中央外事政治部主任。